# 웨이포트
웨이포트는 조경 장비 관련 업체들을 거느린 중국계의 지주회사로, 2003년 홍콩법에 의하여 설립되었으며, 코스닥에는 2010년 상장되었다. 자회사로는 절강아특전기유한공사, 영파아특전기유한공사를, 손자회사로 가흥아특무역유한공사, 상해의원전기판매유한공사, 신강발시연농업기계과기유한공사, 가흥아특원림기계연구소를 거느리고 있다.

## 사업
자회사는 조경장비와 농기계 등을 제조 판매하며 그중에서도 제초기와 톱이 주요한 비중을 차지한다. 매출구성은 제초기 44%, 톱 28%, 공구 12.5%, 청소기 4% 가량이다.
실적은 매우 나쁜 편이다. 2012년 -72억원, 2013년 -99억원, 2014년 -100억원의 순손실을 보아 왔다. 2016년 3분기 영업흑자전환 4분기 실적에 따라 향후 주가 가치 증대할 것이다

## 동전주 테마
웨이포트는 2015년 6월 상한가 및 하한가 제한이 30%로 확대된 이후 생겨난 소위 동전주 테마 중 하나이다. 이에 실적과는 별개로 7월에 가격제한폭까지 급등한 바 있다. 웨이포트와 함께 동전주 테마주로 분류되는 것에는 슈넬생명과학, 미래산업, 지엠피, 주연테크, 케이디건설, 씨씨에스, 큐캐피탈 등이 있다. 이러한 동전주 테마가 형성된 배경은 가격제한폭 확대 이후 거래량이 적은 우선주들이 급등하여 수혜를 입은 이후 그 상승세가 저가의 동전주로 옮겨가 유행하게 된 것이다. 전고점 1900원 직전저점 1340원 현재2017년 1월 13일 1395원 지폐주가 되었음 이동형 가솔린엔진 소형공구로 매출증대 예상됨

## 같이 보기
- 동전주
- 동전주 테마
- 테마주